# Диплатинабарий
Диплатинабарий — бинарное неорганическое соединение
платины и бария
с формулой BaPt2,
кристаллы.

## Получение
- Сплавление стехиометрических количеств чистых веществ:

{\displaystyle {\mathsf {2Pt+Ba\ {\xrightarrow {1820^{o}C}}\ BaPt_{2}}}}
- Восстановление смеси пентаплатинабария и оксида бария водородом[1]:

{\displaystyle {\mathsf {2BaPt_{5}+3BaO+3H_{2}\ {\xrightarrow {T}}\ 5BaPt_{2}+3H_{2}O}}}

## Физические свойства
Диплатинабарий образует кристаллы
кубической сингонии,
пространственная группа F d3m,
параметры ячейки a = 0,7920 нм, Z = 8,
структура типа магнийдимедь Cu2Mg
.
Соединение конгруэнтно плавится при температуре 1750 °C; 1820 °C.